# Auflance
Auflance är en kommun i departementet Ardennes i regionen Grand Est (tidigare regionen Champagne-Ardenne) i nordöstra Frankrike. Kommunen ligger  i kantonen Carignan som ligger i arrondissementet Sedan. År 2022 hade Auflance 81 invånare.

## Befolkningsutveckling
Antalet invånare i kommunen Auflance
Referens: INSEE